# فرشته‌خرسی‌سگ‌ها
فرشته‌خرسی‌سگ‌ها (نام علمی: Angelarctocyon) یک سرده منقرض‌شده از خانوادهٔ سگان خرسی (Amphicyonidae) است که به راسته گوشت‌خوارسانان وابستگی است.